# Ткачик малавійський
Тка́чик малавійський (Ploceus olivaceiceps) — вид горобцеподібних птахів ткачикових (Ploceidae). Мешкає в Східній Африці.

## Опис
Довжина птаха становить 14 см, вага 17-24 г. У самців лоб і тім'я золотисто-жовтий, верхня частина тіла, обличчя і горло переважно оливково-зелені, на грудях каштанова пляма.  У самиць тім'я зелене, пляма на грудях дещо світліша. Забарвлення молодих птахів подібне до забарвлення самиць, однак дещо світліше, горло у них жовте.

## Поширення і екологія
Малавійські ткачики мешкають в Танзанії, Замбії, Малаві і Мозамбіку. Вони живуть в лісистих саванах міомбо, в місцевостях, де росте велика кількість лишайників уснеї. Зустрічаються на висоті від 1000 до 1700 м над рівнем моря. Живляться комахами та іншими безхребетними, яких шукають в кронах дерев. Сезон розмноження триває з серпня по жовтень. Малавійські ткачики є моногамними, гніздяться парами. Гніздо робиться з лишайників уснеї, в кладці 2-3 яйця.

## Збереження
МСОП класифікує стан збереження цього виду як близький до загрозливого. Малавійським ткачикам загрожує знищення природного средовища.